# 882 (číslo)
Osm set osmdesát dva je přirozené číslo. Římskými číslicemi se zapisuje DCCCLXXXII a řeckými číslicemi ωπβʹ. Následuje po čísle osm set osmdesát jedna a předchází číslu osm set osmdesát tři.

## Matematika
882 je:
- Abundantní číslo
- Složené číslo
- Nešťastné číslo
- Součet prvních 53 celých čísel[ujasnit]

## Astronomie
- (882) Swetlana je planetka hlavního pásu, kterou v roce 1917 objevil Grigorij Nikolajevič Neujmin

## Roky
- 882
- 882 př. n. l.